# منو نمی‌خوای
«منو نمی‌خوای» (به انگلیسی: Don't You Want Me) تک‌آهنگی از د هیومن لیگ است که در سال ۱۹۸۱ میلادی و از آلبوم جرئت منتشر شد.
این تک‌آهنگ در چارت‌های بریتانیا، نیوزلند، نروژ در رتبه اول و در چارت‌های سوئد، سوئیس جزو ده ترانه اول قرار گرفت.